# Stade de Port-Gentil
El Stade de Port-Gentil, es un estadio multipropósito ubicado en la ciudad de Port-Gentil, en Gabón. El estadio será reconstruido totalmente con miras a albergar una de las sedes de la Copa Africana de Naciones 2017.
El nuevo estadio a cuya ceremonia de colocación de la primera piedra, el 18 de julio de 2015, asistieron entre otros el presidente de la república Ali Bongo Ondimba y el futbolista argentino Lionel Messi, será construido por la empresa China Construction Engineering Corps (CSCEC) y tendrá una capacidad para 20,000 espectadores.